# Francisco Vieira Machado
Francisco José Vieira Machado GCC • GCIC (8 de fevereiro de 1898 - 1 de setembro de 1972) foi um político, banqueiro e jurista do tempo do Estado Novo que, entre outras funções, foi Ministro das Colónias (1936-1944).

## Habilitações literárias
Licenciatura em Direito pela Universidade de Lisboa (1919);
Curso de Ciências Económicas em Paris.

## Profissão
Político, banqueiro e jurista.

## Carreira profissional
Breve período como Advogado.
Ingressa nos quadros do Banco Nacional Ultramarino (1926);
Vice-governador do Banco Nacional Ultramarino (1926-1929);
Administrador do Banco Nacional Ultramarino (1929-1934);
Diretor do Anglo-Portuguese, Colonial and Overseas Bank, Ltd. e do Banque Franco-Portugaise d’Outremer (1930-1965);
Recusa o convite para substituir José Caeiro da Mata no Banco de Portugal (1932);
Vice-presidente da I Conferência Económica do Império Colonial (1933);
Presidente do Conselho Fiscal e Administrador da Companhia de Seguros “A Mundial” (1943-1968);
Governador do Banco Nacional Ultramarino (1951-1972);
Presidente da Direção do Banco Ultramarino Brasileiro do Rio de Janeiro (1954-1961).

## Perfil político-ideológico
Foi o grande construtor do “Império Colonial Português”.

## Carreira político-administrativa
Subsecretário de Estado das Colónias (1934-01-20 a 1935-02-16);
Vogal do Conselho do Império Colonial Português (1932-1934);
Presidente do Conselho do Império Colonial Português (1934-1944);
Ministro as Colónias (1936-01-18 a 1944-09-06);
Vogal do Conselho Superior do Ultramar;
Vogal da Comissão Central da União Nacional (1956);
Procurador à Câmara Corporativa (IV a X legislaturas). 
Foi patrono do Liceu de Díli, que conservou o seu nome durante a ocupação indonésia (1975-1999).